# The Sims 4: Discover University
The Sims 4: Discover University osmi je paket proširenja za The Sims 4 koji je objavljen 15. studenog 2019. Ovaj dodatak igri uvodi fakultetsko iskustvo u igru koji se mogao pronaći u prijašnjim Sims igrama. Njegov novi svijet Britechester dom je za dva suparnička kampusa: Sveučilište u Britechesteru i Foxbury Institute.

## Opis
Dodatne značajke uključuju sustanare, zakone, obrazovnu i inženjersku karijeru, WC školjke i bicikle. Ovaj paket nasljednik je The Sims 2: University i The Sims 3: University Life, s manjim elementima iz The Sims 2: Open for Business, The Sims 2: Apartment Apartment, The Sims 3: Ambitions i The Sims 3: Into the Future. Ovo je prvi dodatak u Sims franšizi koji omogućuje studentima život izvan kampusa.
Discover University prvi je paket ta The Sims 4 koji zahtijeva 64-bitne (PC) sustave kao dio svojih minimalnih sistemskih zahtjeva za pokretanje. Ovo je prvotno bilo planirano za proširenje The Sims 4: Island Living, ali je gurnuto unatrag.
Za razliku od The Sims 2: University, Sims može prekinuti svoj studijski program između termina, ali će izgubiti sve stipendije koje mogu imati.

## Igra

### Novi objekti
- Kupaonske tezge
- Bicikli
- Kafeterija stanica[4]
- Zajednički tuš[4]
- Posuda za sok
- Mini-hladnjak
- Škrinja za osobno spremište[4]
- Stol za stolni tenis
- Nogometna lopta

### Nove vještine
- Istraživanje i rasprava
- Robotika

### Nove karijere
- Obrazovanje
- Inženjer
- Natjecatelj e-sporta (izvanškolska aktivnost)
- Pravnik
- Igrač nogometnog tima (izvanškolska aktivnost)